# 曼索里什
曼索里什是葡萄牙阿威罗区的一个堂区。总面积15.12平方公里，总人口1155人，人口密度76.4人/平方公里。